# Hay Plumb
Hay Plumb est un réalisateur, acteur et scénariste britannique né vers 1883 à Norwich, Norfolk et mort en 1960 à Uxbridge, Middlesex.

## Filmographie partielle

### Comme réalisateur
- 1912 : King Robert of Sicily
- 1912 : Welcome Home
- 1912 : Two Brothers and a Spy
- 1912 : The Transit of Venus
- 1912 : The Traitress of Parton's Court
- 1912 : PC Hawkeye Falls in Love
- 1912 : Oh for a Smoke!
- 1912 : Her Only Son
- 1912 : Mary Has Her Way
- 1912 : A Man and a Serving Maid
- 1912 : The Last of the Black Hand Gang
- 1912 : Her 'Mail' Parent
- 1912 : The Burglar Helped
- 1913 : The Tailor's Revenge
- 1913 : The Real Thing
- 1913 : Ragtime Mad
- 1913 : Prop's Angel
- 1913 : A Policy of Pinpricks
- 1913 : The Lover Who Took the Cake
- 1913 : Love and a Burglar
- 1913 : Lieutenant Lilly and the Splodge of Opium
- 1913 : Hawkeye Rides in a Point-to-Point
- 1913 : Hawkeye Has to Hurry
- 1913 : George Barnwell the London Apprentice
- 1913 : Drake's Love Story
- 1913 : The Defective Detective
- 1913 : Deceivers Both
- 1913 : The Curate's Bride
- 1913 : The Burglar at the Ball
- 1913 : Blood and Bosh
- 1913 : Hamlet
- 1914 : Tango Mad
- 1914 : The 'Simple Life' Cure
- 1914 : Over the Garden Wall
- 1914 : Out of the Frying Pan
- 1914 : Once Aboard the Lugger
- 1914 : On a False Scent
- 1914 : A Misleading Miss
- 1914 : Hawkeye, Hall Porter
- 1914 : An Engagement of Convenience
- 1914 : The Dead Heart
- 1914 : Caught Bending
- 1915 : What'll the Weather Be?
- 1915 : Things We Want to Know
- 1915 : The Man Who Wasn't
- 1915 : A Losing Game
- 1915 : Jill and the Old Fiddle
- 1915 : Hawkeye, King of the Castle
- 1915 : Cock o' the Walk
- 1920 : A Son of David

### Comme acteur
- 1911 : Twin Roses : The Boy
- 1911 : A Touch of Nature : Frank Hardy
- 1911 : Till Death Us Do Part : Jack
- 1911 : The Three Lovers : The Curate
- 1911 : The Smuggler's Step-Daughter : The Coast Guardsman
- 1911 : The Road to Ruin
- 1911 : PC Hawkeye's Busy Day : PC Hawkeye
- 1911 : PC Hawkeye Leaves the Force : PC Hawkeye
- 1911 : Mother's Boy : Tom
- 1911 : Harry The Footballer : Harry
- 1911 : A Double Deception : The Man
- 1911 : The Demon Dog : The Father
- 1911 : Children Mustn't Smoke : PC Hawkeye
- 1911 : Faust : Faust
- 1912 : PC Hawkeye Falls in Love : PC Hawkeye
- 1912 : Our Bessie : Jack Hard
- 1912 : The Mermaid : The Man
- 1912 : The Lieutenant's Bride : The Lieutenant
- 1912 : A Fisherman's Love Story : Jack
- 1912 : A Curate's Love Story : Reverend Harry Seaton
- 1913 : Ragtime Mad : A Second
- 1913 : Hawkeye Rides in a Point-to-Point : Hawkeye
- 1913 : Hawkeye Has to Hurry : Hawkeye
- 1913 : Drake's Love Story : Francis Drake
- 1914 : Hawkeye, Hall Porter : Hawkeye
- 1914 : A Friend in Need de William Duncan : Gamekeeper
- 1931 : Deadlock : Publicist
- 1932 : The Midshipmaid : Sailor
- 1933 : Orders Is Orders : Pvt. Goffin
- 1933 : The House of Trent : Jury Foreman
- 1933 : Channel Crossing : Steward
- 1934 : The Blue Squadron
- 1934 : Guest of Honour : Mr. Bodfish
- 1934 : Jew Süss : Pfaeffle
- 1935 : Widow's Might : Sergeant Dawkins
- 1935 : Things Are Looking Up : Tennis umpire
- 1935 : Car of Dreams : Chauffeur
- 1937 : Song of the Forge : Assistant
- 1938 : Sailing Along
- 1938 : Strange Boarders
- 1939 : Flying Fifty-Five
- 1939 : Let's Be Famous : Announcer

### comme scénariste
- 1911 : Twin Roses
- 1912 : PC Hawkeye Falls in Love
- 1913 : Prop's Angel
- 1913 : Hawkeye Rides in a Point-to-Point
- 1913 : Hawkeye Has to Hurry
- 1914 : Hawkeye, Hall Porter
- 1915 : Hawkeye, King of the Castle